# Новечешть (Алба)
Новечешть, Новечешті (рум. Novăcești) — село у повіті Алба в Румунії. Входить до складу комуни Бістра.
Село розташоване на відстані 319 км на північний захід від Бухареста, 51 км на північний захід від Алба-Юлії, 52 км на південний захід від Клуж-Напоки.

## Населення
За даними перепису населення 2002 року у селі проживала 41 особа, усі — румуни. Усі жителі села рідною мовою назвали румунську.